# 弗南
弗南（法語：Fenain，法語發音：[fənɛ̃]）是法国上法蘭西大區诺尔省的一个市镇，属于杜埃区。

## 地理
弗南（50°21'57"N, 3°18'2"E）面积5.78 平方千米，位于法国上法蘭西大區北部省，该省份为法国最北部的省份及最长的省份，西北濒北海，西接加来海峡省，南至埃纳省和索姆省，东与比利时接壤。
与弗南接壤的市镇（或旧市镇、城区）包括：略莱、索曼、旺迪尼-阿马日、阿布斯孔、埃尔。

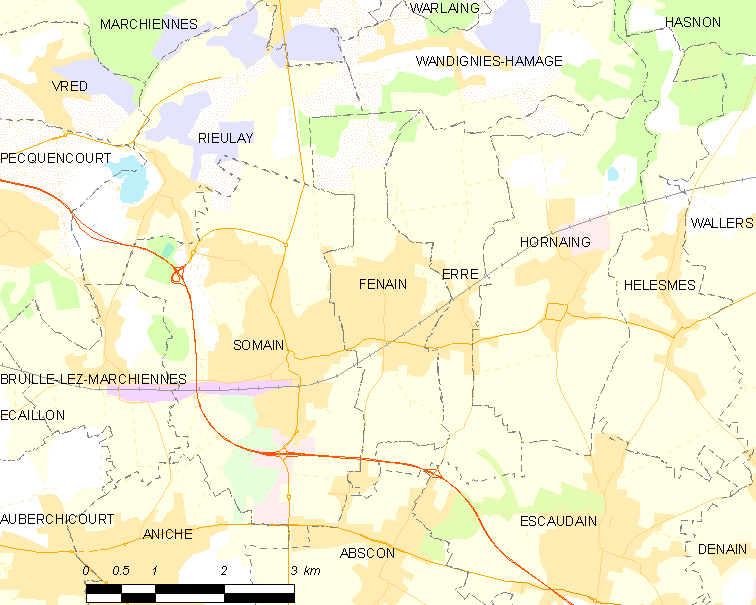
弗南的OSM定位图

弗南的时区为UTC+01:00、UTC+02:00（夏令时）。

## 行政
弗南的邮政编码为59179，INSEE市镇编码为59227。

## 政治
弗南所属的省级选区为桑勒诺布勒县。

## 人口

1962-2008年间弗南人口变化图示

弗南于2022年1月1日时的人口数量为5533人。